# Jakobuskirche (Uelsby)

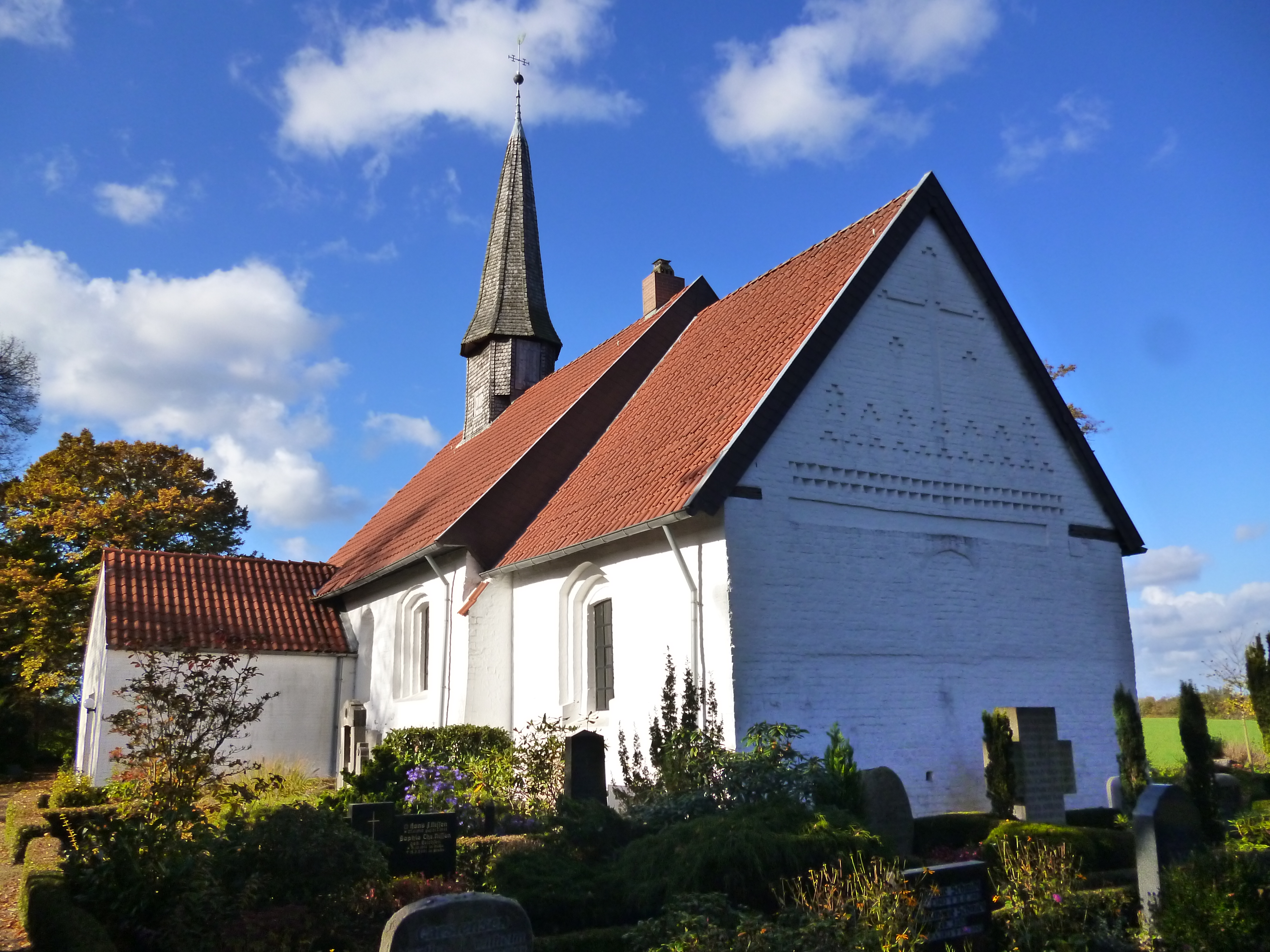
Blick auf die Jakobuskirche von Südosten

Die Jakobuskirche in Uelsby, einer Gemeinde im Kreis Schleswig-Flensburg in Schleswig-Holstein. Sie gehört zur Kirchengemeinde Angeln-Süd im Kirchenkreis Schleswig-Flensburg der Evangelisch-Lutherischen Kirche in Norddeutschland. Die spätromanische Backsteinkirche ist ein geschütztes Kulturdenkmal mit der Objekt-ID 3843 im Denkmalschutzgesetz.

## Beschreibung
Die Uelsbyer Kirche ist die kleinste Kirche von Angeln. Noch 1609 wurde sie als Kapelle bezeichnet. Die Saalkirche aus verputzten Backsteinen wurde im 13. Jahrhundert erbaut. Sie besteht aus einem Langhaus, und einem vom Langhaus durch einen Chorbogen getrennten eingezogenen, gerade geschlossenen Chor im Osten. Das Nordportal und das Chorfenster aus romanischer Zeit wurden später vermauert, bis auf das östlichste Fenster der Südwand des Langhauses neben der Kanzel wurden die Fenster im 19. Jahrhundert vergrößert.
Die Fassade im Westen wurde 1635 aus Feldsteinen vorgesetzt. Das Baujahr ist mit Mauerankern angegeben. Auf das Satteldach wurde 1672 ein mit Schindeln verkleideter Dachreiter aufgesetzt, in dem eine Bronzeglocke von 1754 hängt. Der 1887 errichtete Vorbau vor dem Südportal des Langhauses wurde 1971 durch einen Neubau ersetzt.
Langschiff und Chor sind flachgedeckt, auch wenn Ansätze eines Gewölbes vorliegen.

## Ausstattung
Zur Kirchenausstattung gehört ein Weihrauchfass aus dem 13./14. Jahrhundert.
Der Flügelaltar wird auf die Zeit zwischen 1490 und 1510 datiert. Es wurde später mehrfach überarbeitet. Aus der Entstehungszeit stammen die grobgeschnitzten Schnitzfiguren der Innenseite. Die Kreuzigungsgruppe im Mittelschrein rahmen zwei deutlich größere Heiligenfiguren, der Patroziniumsheilige Jakobus der Ältere und ein nicht zuzuordnender heiliger Bischof. In den Flügeln stehen die zwölf Apostel mit ihren Attributen. Die Farbfassung der Figuren und des Schreins stammt von der Renovierung 1930 durch das Thaulow-Museum. Die untere Zone des Mittelschreins und die Predella wurden in der Barockzeit neu bemalt. Unter den Figuren des Mittelschreins sind drei Szenen dargestellt, wobei die Eherne Schlange und die Opferung Isaaks typologisch auf die dritte Szene, die Kreuzigung Jesu, hinweisen. Somit ist die Kreuzigung auf dem Retabel gleich zweimal abgebildet. In der Predella ist Jesu Abendmahl dargestellt. Die gotische Malerei der Außerflügel ist verloren.
Wohl etwas älter als der Flügelaltar ist ein kleines, ebenfalls sehr einfach geschnitztes Kruzifix, das über dem Chorbogen hängt. Es kam im 19. Jahrhundert als Ersatz für ein verlorenes Triumphkreuz in die Kirche. Seine Herkunft ist unbekannt. Möglicherweise war es ursprünglich ein Vortragekreuz.
Die um 1610 gebaute Kanzel zeigt auf den vier Relieftafeln der Korbbrüstung die Szenen Verkündigung an Maria, Jesu Geburt und Beschneidung und seine Kreuzigung, jeweils mit einem lateinischen Bibelvers auf einer Tafel darunter erläutert. An den Ecken befinden sich jeweils eine männliche und eine weibliche Herme. Auf der Kanzel befindet sich eine Kanzeluhr mit vier Gläsern.
Der hölzerne Taufständer mit passendem Deckel ist die Arbeit eines einheimischen Drechslers um 1858.
1975 wurde eine neue Orgel von Paschen Kiel Orgelbau als Ersatz für die 1868 von Marcussen & Søn gebaute Orgel aufgestellt.

## Gemeinde
Das Dorf Uelsby gehörte ursprünglich zum Kirchspiel der nahegelegenen St.-Georgs-Kirche in Struxdorf. Die Kirche in Uelsby wurde der Sage nach von einer adligen Dame gegründet, deren Hündchen beim Gottesdienstbesuch in Struxdorf von dortigen Hunden gebissen worden war. Seit dem Mittelalter war die Kirche von Uelsby mit der Kirche zu Fahrenstedt-Böklund verbunden und wurde von einem gemeinsamen Pastor betreut, der im Pastorat in Uelsby wohnte.
Am 1. Oktober 2021 fusionierte die Kirchengemeinde Böklund-Uelsby mit den Gemeinden Thumby-Struxdorf, Tolk, Brodersby-Kahleby-Moldenit, Nübel und Taarstedt zur Kirchengemeinde Angeln-Süd mit vier Pastoren. Zur Gemeinde gehören insgesamt zehn mittelalterlichen Kirchen. Das Kirchenbüro befindet sich in Tolk.